# Путь деревянной архитектуры (Подкарпатское воеводство)
Путь деревянного зодчества в Подкарпатском воеводстве (пол. Szlak Architektury Drewnianej w województwie podkarpackim) — туристический маршрут в Польше протяжённостью в 1202 километров, включающий памятники деревянного зодчества, представленные главным образом католическими, греко-католическими и православными церквями, часовнями и колокольнями.
Путь в Подкарпатском воеводстве разделён на девять официальных и шесть альтернативных маршрута. Он был создан в 2001 году.
Весь маршрут проходит по территории Малопольского, Силезского, Свентокшиского и Подкарпатского воеводств. После разработки концепции проекта и подписания соответствующего соглашения о сотрудничестве между воеводствами в 2001—2003 годах были поставлены придорожные знаки, указывающие направление маршрута. Маркировка была обновлена и дополнена в 2008 году.

## Маршруты в Подкарпатском воеводстве

### Маршрут I: «Кросненско-Бжозовский»
| Изображение | Название                                                           | Дата     | Место            | Адрес | Примечания                          |
| ----------- | ------------------------------------------------------------------ | -------- | ---------------- | ----- | ----------------------------------- |
|             | Церковь Святого Войцеха                                            | XV век   | Кросно           |       | Приходская церковь                  |
|             | Церковь Покрова Пресвятой Богородицы                               | XVII век | Бонарувка        |       | Приходская церковь                  |
|             | Церковь Успения Пресвятой Богородицы                               | XV век   | Лютча            |       | Приходская церковь                  |
|             | Церковь Рождества Пресвятой Богородицы и Святой Варвары            | XV век   | Гольцова         |       | Приходская церковь                  |
|             | Церковь Святого Николая                                            | XV век   | Домарадз         |       | Приходская церковь                  |
|             | Церковь Непорочного Зачатия Пресвятой Девы Марии                   | 1770     | Ясеница Розельна |       | Приходская церковь                  |
|             | Церковь Всех Святых                                                | XV век   | Близне           |       | В списке Всемирного наследия ЮНЕСКО |
|             | Церковь Святого Станислава                                         | XV век   | Хумниска         |       | Приходская церковь                  |
|             | Церковь Богоматери Ченстоховской                                   | 1936     | Яблонка          |       | Приходская церковь                  |
|             | Дом священника                                                     | 1917     | Дыдня            |       |                                     |
|             | Церковь Успения Пресвятой Богородицы                               | XVII век | Яцмерж           |       | Приходская церковь                  |
|             | Усадьба в Тшеснёве                                                 | XIX век  | Тшеснёв          |       |                                     |
|             | Церковь Успения Пресвятой Богородицы                               | XV век   | Хачув            |       | В списке Всемирного наследия ЮНЕСКО |
|             | Церковь Святой Маргариты                                           | 1776     | Тарговиска       |       | Приходская церковь                  |
|             | Деревянные здание в Рыманув-Здруе                                  |          | Рыманув-Здруй    |       | Курорт                              |
|             | Церковь Рождества Пресвятой Пресвятой Богородицы и Святого Вацлава | 1754     | Крулик Польски   |       | Приходская церковь                  |
|             | Церковь Успения Пресвятой Богородицы                               | XVII век | Балучанка        |       | Приходская церковь                  |
|             | Церковь Святого Михаила Архангела                                  | 1854     | Климкувка        |       | Приходская церковь                  |
|             | Церковь Обретения Святого Креста и Господа Иисуса Христа Распятого | 1868     | Климкувка        |       | Приходская церковь                  |
|             | Церковь Успения Пресвятой Богородицы                               | 1895     | Ивонич Здруй     |       | Приходская церковь                  |
|             | Церковь Всех Святых                                                | XV век   | Ивонич           |       | Приходская церковь                  |
|             | Церковь Святого Варфоломея                                         | 1600     | Роги             |       | Приходская церковь                  |
|             | Церковь Святого Михаила Архангела                                  | 1725     | Ветшно           |       | Приходская церковь                  |
|             | Церковь Всех Святых                                                | 1770     | Вроцанка         |       | Приходская церковь                  |

### Маршрут II: «Санокско-Дыновский»
| Изображение | Название                                                 | Дата    | Место         | Адрес | Примечания                                 |
| ----------- | -------------------------------------------------------- | ------- | ------------- | ----- | ------------------------------------------ |
|             | Музей народной архитектуры в Саноке                      | XIX век | Санок         |       | Музей                                      |
|             | Церковь Святой Параскевы                                 | XIX век | Холучкув      |       | Приходская церковь                         |
|             | Церковь Преображения Господня                            | 1841    | Семушова      |       | Приходская церковь                         |
|             | Церковь Святого Иоанна Крестителя                        | 1837    | Тырава Сольна |       | Приходская церковь                         |
|             | Деревянные здания в Мжыглуде                             |         | Мжыглуд       |       |                                            |
|             | Церковь Собора Пресвятой Богородицы                      | 1859    | Хломча        |       | Приходская церковь                         |
|             | Церковь Рождества Пресвятой Богородицы                   | 1743    | Лодзина       |       | Приходская церковь                         |
|             | Православные церкви, колокольня и дом священника в Добре |         | Добра         |       | Приходские церкви                          |
|             | Церковь Вознесения Господня                              | XVI век | Хломча        |       | Филиал Музея народной архитектуры в Саноке |
|             | Церковь Святого Георгия                                  | 1873    | Юровце        |       | Приходская церковь                         |
|             | Церковь Преображения Господня (Чертеж)                   | 1742    | Чертеж        |       | Приходские церковь                         |
|             |                                                          |         | Санок         |       |                                            |

#### Альтернативный маршрут I: «Дынов-Бирча»
| Изображение | Название                          | Дата    | Место    | Адрес | Примечания         |
| ----------- | --------------------------------- | ------- | -------- | ----- | ------------------ |
|             |                                   |         | Кшеменна |       |                    |
|             | Церковь Вознесения Господня       | 1828    | Ображим  |       | Приходская церковь |
|             |                                   |         | Дынув    |       |                    |
|             | Церковь Святой Параскевы          | XVI век | Панткова |       | Приходская церковь |
|             | Церковь Святого Архангела Михаила | 1843    | Бшежава  |       | Приходская церковь |
|             |                                   |         | Кузьмина |       |                    |

### Маршрут III: «Устшиско-Лескский»
| Изображение | Название                               | Дата     | Место          | Адрес | Примечания         |
| ----------- | -------------------------------------- | -------- | -------------- | ----- | ------------------ |
|             |                                        |          | Устшики-Дольне |       |                    |
|             | Церковь Святого Михаила Архангела      | 1862     | Лодына         |       | Приходская церковь |
|             | Церковь Рождества Пресвятой Богородицы | 1832     | Лисковате      |       | Приходская церковь |
|             | Церковь Рождества Пресвятой Богородицы | 1910     | Войткова       |       | Приходская церковь |
|             | Церковь Покрова Пресвятой Богородицы   | 1936     | Ростока        |       | Приходская церковь |
|             | Церковь Святого Димитрия               | 1814     | Кузьмина       |       | Приходская церковь |
|             | Церковь Успения Пресвятой Богородицы   | XVI век  | Средня-Весь    |       | Приходская церковь |
|             | Церковь Святой Параскевы               | 1840     | Стефкова       |       | Приходская церковь |
|             | Церковь Покрова Пресвятой Богородицы   | XVII век | Рувня          |       | Приходская церковь |
|             |                                        |          | Устшики-Дольне |       |                    |

#### Альтернативный маршрут II: «Устшике Дольне-Хмель»
| Изображение | Название                               | Дата | Место          | Адрес | Примечания         |
| ----------- | -------------------------------------- | ---- | -------------- | ----- | ------------------ |
|             |                                        |      | Устшики-Дольне |       |                    |
|             | Церковь Святого Николая                | 1939 | Хощув          |       | Приходская церковь |
|             | Церковь Святого Николая                | 1858 | Рабе           |       | Приходская церковь |
|             | Церковь Рождества Пресвятой Богородицы | 1830 | Жлобек         |       | Приходская церковь |
|             | Церковь Святого Димитрия               | 1834 | Чарна          |       | Приходская церковь |
|             | Церковь Святого Михаила Архангела      | 1902 | Быстре         |       | Приходская церковь |
|             | Церковь Рождества Пресвятой Богородицы | 1863 | Михнёвец       |       | Приходская церковь |
|             | Церковь Святого Николая                | 1790 | Поляна         |       | Приходская церковь |
|             | Церковь Святого Михаила                | 1791 | Смольник       |       | Приходская церковь |
|             | Церковь Святого Николая                | 1904 | Хмель          |       | Приходская церковь |

### Маршрут IV: «Санокско-Дукельский»
| Изображение | Название                                  | Дата      | Место            | Адрес | Примечания               |
| ----------- | ----------------------------------------- | --------- | ---------------- | ----- | ------------------------ |
|             | Музей народной архитектуры в Саноке       | XIX век   | Санок            |       | Музей под открытым небом |
|             | Церковь Успения Пресвятой Богородицы      | 1888      | Щавне            |       | Приходская церковь       |
|             | Церковь Святого Николая                   | 1824      | Жепедж           |       | Приходская церковь       |
|             | Церковь Святого Михаила Архангела         | 1801      | Тужаньск         |       | Приходская церковь       |
|             | Церковь Покрова Пресвятой Богородицы      | 1802      | Команьча         |       | Приходская церковь       |
|             | Церковь Святого Онуфрия                   | 1850      | Вислок-Вельки    |       | Приходская церковь       |
|             | Деревянные здания в Ясьлиске              |           | Ясьлиска         |       | Приходская церковь       |
|             | Церковь Покрова Пресвятой Богородицы      | 1780      | Хырова           |       | Приходская церковь       |
|             | Церковь Перенесения мощей Святого Николая | 1934      | Оховец           |       | Приходская церковь       |
|             | Церковь Святых Космы и Дамиана            | 1778      | Кремпна          |       | Приходская церковь       |
|             | Церковь Святых Космы и Дамиана            | XVII век  | Котань           |       | Приходская церковь       |
|             | Церковь Святого Михаила Архангела         | 1762      | Свянткова-Мала   |       | Приходская церковь       |
|             | Церковь Святого Михаила Архангела         | 1757      | Свянткова-Велька |       | Приходская церковь       |
|             | Церковь Святого Михаила Архангела         | XVIII век | Пельгжимка       |       | Приходская церковь       |

### Маршрут V: «Перемышльский»
| Изображение | Название                                         | Дата     | Место        | Адрес | Примечания         |
| ----------- | ------------------------------------------------ | -------- | ------------ | ----- | ------------------ |
|             |                                                  |          | Перемышль    |       |                    |
|             | Церковь Непорочного Зачатия Пресвятой Богородицы | 1660     | Задамброве   |       | Приходская церковь |
|             |                                                  |          | Радымно      |       |                    |
|             | Церковь Покрова Пресвятой Богородицы             | XVII век | Менкиш-Стары |       | Приходская церковь |
|             | Церковь Покрова Пресвятой Богородицы             | XVII век | Млыны        |       | Приходская церковь |
|             | Церковь Рождества Пресвятой Богородицы           | 1615     | Хотынец      |       | Приходская церковь |
|             | Церковь Рождества Пресвятой Богородицы           | 1849     | Стубенко     |       | Приходская церковь |
|             | Церковь Святого Василия Великого                 | 1737     | Лешно        |       | Приходская церковь |
|             | Церковь Святых Апостолов Петра и Павла           | 1607     | Медыка       |       | Приходская церковь |
|             |                                                  |          | Перемышль    |       |                    |

#### Альтернативный маршрут III: «Перемышль — Кальвария Пацлавска»
| Изображение | Название                                             | Дата          | Место               | Адрес | Примечания              |
| ----------- | ---------------------------------------------------- | ------------- | ------------------- | ----- | ----------------------- |
|             |                                                      |               | Перемышль           |       |                         |
|             | Церковь Вознесения Господня                          | XVII век      | Крухель-Вельки      |       | Приходская церковь      |
|             | Колокольня церкви Богоматери Збаражской              | 1842          | Пралковце           |       | Приходская церковь      |
|             | Церковь Собора Пресвятой Богородицы                  | 1922          | Корманице           |       | Приходская церковь      |
|             | Церковь Воскресения Христова и Богоматери Непорочной |               | Млодовице           |       | Приходская церковь      |
|             | Деревянные здания в Кальварии Пацлавской             | XVII-XIX века | Кальвария Пацлавска |       | Монастырь францисканцев |

### Маршрут VI: «Любачувский»
| Изображение | Название                                         | Дата    | Место         | Адрес | Примечания         |
| ----------- | ------------------------------------------------ | ------- | ------------- | ----- | ------------------ |
|             |                                                  |         | Любачув       |       |                    |
|             | Церковь Непорочного Зачатия Пресвятой Богородицы | 1781    | Борхув        |       | Приходская церковь |
|             | Церковь Покрова Пресвятой Богородицы             | 1787    | Старе Олешице |       | Приходская церковь |
|             | Церковь Воздвижения Святого Креста               | 1864    | Дахнув        |       | Приходская церковь |
|             | Церковь Святого Димитрия                         | 1840    | Цевкув        |       | Приходская церковь |
|             | Церковь Рождества Пресвятой Богородицы           | 1765    | Ковалувка     |       | Приходская церковь |
|             | Церковь Рождества Пресвятой Богородицы           | XVI век | Горайец       |       | Приходская церковь |
|             | Церковь Покрова Пресвятой Богородицы             | 1888    | Хотылюб       |       | Приходская церковь |
|             | Церковь Святой Параскевы                         | 1713    | Нове Брусно   |       | Приходская церковь |
|             | Церковь Святой Параскевы                         | 1808    | Лувча         |       | Приходская церковь |
|             | Церковь Покрова Пресвятой Богородицы             | 1755    | Воля-Велька   |       | Приходская церковь |
|             | Церковь Святой Параскевы                         | 1583    | Радруж        |       | Приходская церковь |
|             |                                                  |         | Любачув       |       |                    |

#### Альтернативный маршрут IV: «Любачув-Вельки Очы»
| Изображение | Название                               | Дата | Место      | Адрес | Примечания         |
| ----------- | -------------------------------------- | ---- | ---------- | ----- | ------------------ |
|             |                                        |      | Любачув    |       |                    |
|             | Церковь Рождества Пресвятой Богородицы | 1756 | Опака      |       | Приходская церковь |
|             | Церковь Святого Димитрия               | 1904 | Щуткув     |       | Приходская церковь |
|             | Церковь Святого Димитрия               | 1701 | Лукавец    |       | Приходская церковь |
|             | Церковь Богоявления                    | 1756 | Лукавец    |       | Приходская церковь |
|             | Церковь Святого Николая                | 1925 | Вельки-Очы |       | Приходская церковь |

#### Альтернативный маршрут V: «Пшеворск-Любачув»
| Изображение | Название                             | Дата | Место    | Адрес | Примечания         |
| ----------- | ------------------------------------ | ---- | -------- | ----- | ------------------ |
|             |                                      |      | Пшеворск |       |                    |
|             | Церковь Успения Пресвятой Богородицы | 1693 | Рудка    |       | Приходская церковь |
|             |                                      |      | Любачув  |       |                    |

### Маршрут VII: «Жешувско-Ярославский»
| Изображение | Название                             | Дата      | Место      | Адрес | Примечания               |
| ----------- | ------------------------------------ | --------- | ---------- | ----- | ------------------------ |
|             |                                      |           | Жешув      |       |                          |
|             | Церковь Святого Иакова Старшего      | 1750      | Кшеменица  |       | Приходская церковь       |
|             | Церковь Святого Иоанна Крестителя    | XVII век  | Сонина     |       | Приходская церковь       |
|             | Музей народной архитектуры в Маркуве |           | Маркува    |       | Музей под открытым небом |
|             | Церковь Святого Димитрия             | XVIII век | Кшечовице  |       | Приходская церковь       |
|             | Церковь Всех Святых                  | 1776      | Сеннув     |       | Приходская церковь       |
|             | Деревянные здания в Прухнике         |           | Прухник    |       | Приходская церковь       |
|             | Церковь Святого Димитрия             | 1709      | Тыновице   |       | Приходская церковь       |
|             | Церковь Успения Пресвятой Богородицы | 1761      | Хлопице    |       | Приходская церковь       |
|             | Церковь Святой Марии Магдалины       | 1595      | Новосельце |       | Приходская церковь       |
|             | Церковь Святого Себастьяна           | 1737      | Косина     |       | Приходская церковь       |
|             | Охотничий домик «Юлин»               | 1880      | Выдше      |       | Приходская церковь       |
|             |                                      |           | Жешув      |       |                          |

#### Альтернативный маршрут VI: «Санок-Дынув»
| Изображение | Название                 | Дата | Место   | Адрес | Примечания         |
| ----------- | ------------------------ | ---- | ------- | ----- | ------------------ |
|             |                          |      | Прухник |       |                    |
|             |                          |      | Хелюш   |       |                    |
|             | Церковь Святой Екатерины | 1760 | Бахужец |       | Приходская церковь |

### Маршрут VIII: «Ясельско-Дембицко-Ропчыцкий»
| Изображение | Название                          | Дата    | Место         | Адрес | Примечания         |
| ----------- | --------------------------------- | ------- | ------------- | ----- | ------------------ |
|             |                                   |         | Ясло          |       |                    |
|             | Церковь Святого Иоанна Крестителя | 1760    | Заленже       |       | Приходская церковь |
|             | Церковь Преображения Господня     | 1419    | Осек-Ясельски |       | Приходская церковь |
|             | Церковь Святой Дорофеи            | XV век  | Тшциница      |       | Приходская церковь |
|             | Церковь Святой Анны               | 1520    | Свенцаны      |       | Приходская церковь |
|             | Церковь Святого Станислава        | 1689    | Йодлова       |       | Приходская церковь |
|             | Церковь Святого Варфоломея        | 1484    | Лемки-Гурне   |       | Приходская церковь |
|             |                                   |         | Пильзно       |       |                    |
|             |                                   |         | Ропчыце       |       |                    |
|             | Церковь Святого Николая           | XV век  | Бжезины       |       |                    |
|             | Церковь Святой Екатерины          | 1672    | Гоголув       |       | Приходская церковь |
|             | Церковь Святого Николая           | XVI век | Лубла         |       | Приходская церковь |
|             | Церковь Святого Мартина           | 1605    | Шебне         |       | Приходская церковь |
|             |                                   |         | Ясло          |       |                    |

### Маршрут IX: «Тарнобжекско-Нижаньский»
| Изображение | Название                                           | Дата | Место                 | Адрес | Примечания               |
| ----------- | -------------------------------------------------- | ---- | --------------------- | ----- | ------------------------ |
|             |                                                    |      | Сандомир              |       |                          |
|             |                                                    |      | Залешаны              |       |                          |
|             |                                                    |      | Радомысль-над-Санем   |       |                          |
|             |                                                    |      | Дамброва Жечиска      |       |                          |
|             | Церковь Святой Анны                                | 1580 | Закликув              |       | Приходская церковь       |
|             |                                                    |      | Сталова Воля-Розвадув |       |                          |
|             | Церковь Святого Флориана                           | 1802 | Сталова Воля          |       | Приходская церковь       |
|             |                                                    |      | Ниско                 |       |                          |
|             | Церковь Богоматери Снежной                         | 1720 | Зажече                |       | Приходская церковь       |
|             | Часовня в Зажече                                   |      | Зажече                |       |                          |
|             | Церковь Святого Иоанна Крестителя и Святой Варвары | 1643 | Уланув                |       | Приходская церковь       |
|             | Церковь Пресвятой Троицы                           | 1690 | Уланув                |       |                          |
|             | Церковь Рождества Пресвятой Богородицы             | 1727 | Кшешув                |       | Приходская церковь       |
|             |                                                    |      | Копки                 |       |                          |
|             |                                                    |      | Йежове                |       |                          |
|             |                                                    |      | Боянув                |       |                          |
|             | Церковь Преображения Господня                      | 1674 | Цмолас                |       | Приходская церковь       |
|             | Церковь Святого Станислава и Святого Войцеха       | 1656 | Поремба Дымарски      |       | Приходская церковь       |
|             | Музей народного творчества в Колбушове             | 1868 | Колбушова             |       | Музей под открытым небом |
|             |                                                    |      | Мелец                 |       |                          |
|             |                                                    |      | Садкова Гура          |       |                          |
|             | Церковь Святого Войцеха                            | 1677 | Гавлушовице           |       | Приходская церковь       |
|             |                                                    |      | Бугай                 |       |                          |
|             |                                                    |      | Тарнобжег             |       |                          |
|             |                                                    |      | Сандомир              |       |                          |